# Radio Balilla

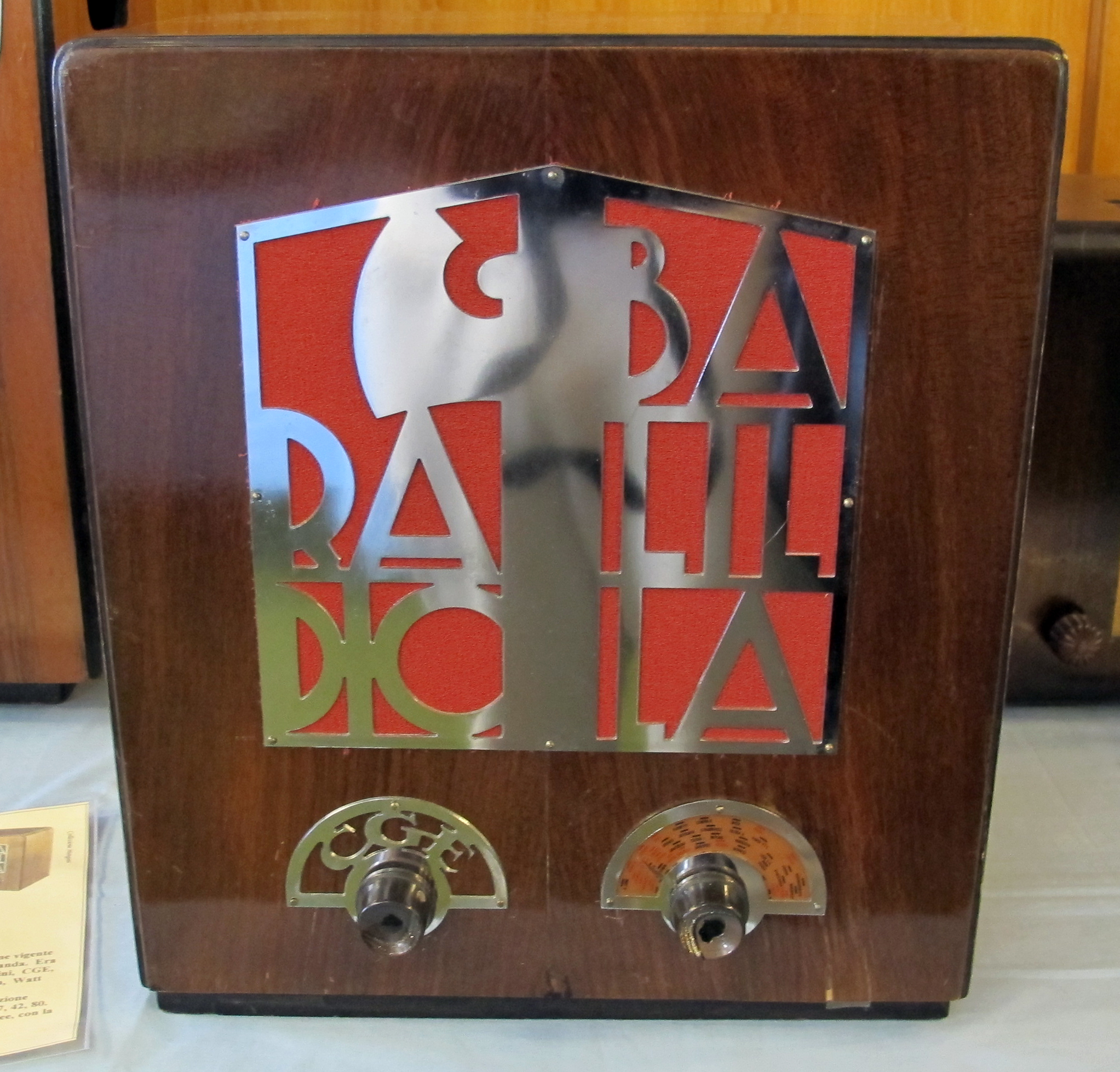
Radio Balilla di produzione CGE (Italia), 1937

La radio Balilla è stato un popolare tipo di radio di produzione italiana.
Veniva realizzata con materiali non troppo pregiati e la produzione avveniva completamente in Italia, sia per quanto riguarda le componenti che l'assemblaggio, questo per agevolarne la diffusione a un prezzo contenuto di 430 lire.

## Storia
Con radio Balilla non si intende un modello od una marca bensì un progetto di realizzazione a cui aderivano alcune tra le marche più importanti del tempo (RadioMarelli, CGE, Telefunken, Allocchio Bacchini, Unda Radio, ecc.) ognuna delle quali secondo standard produttivi personalizzati.
Questo tipo di ricevitore rappresentava la naturale evoluzione del progetto di diffusione della radio iniziato con la Radio Rurale, modello più sofisticato e costoso.
L'intento era quello di diffondere la radio a condizioni economiche favorevoli anche alle famiglie meno abbienti. L'elevata diffusione avrebbe consentito una più capillare espansione della politica di regime. In effetti, essa ha rappresentato il primo vero e proprio inizio dell'uso dei media a scopo politico.
La radio Balilla era un semplice ricevitore con circuito Reflex a sole 3 valvole per la gamma delle onde medie commerciali e necessitava di una buona antenna e di un buon collegamento di terra e, in ogni caso, era considerato un ricevitore decente per le sole emittenti locali. Tale caratteristica, peraltro, era importante soprattutto in periodo di guerra quando era vietato l'ascolto delle emittenti estere, emittenti che, nonostante la semplicità del ricevitore, erano comunque udibili nelle ore serali e notturne.
La commercializzazione, però, fu ostacolata già a monte dalle case costruttrici che preferivano vendere altri modelli dove i margini di guadagno erano maggiori. Nei saloni della radio e nelle fiere di settore il Balilla era sempre posto in secondo piano, in un angolo e comunque poco in vista.
Il termine della produzione del Radio Balilla ha coinciso con l'inizio della produzione della Radio Roma, ennesimo tentativo di popolarizzazione della radio che, nonostante si trattasse di un ricevitore economico migliore del Balilla, non raggiunse i risultati sperati.